# Dhari (Népal)
Pour les articles homonymes, voir Dhari.
Dhari (en népalais : धारी) est un comité de développement villageois du Népal situé dans le district de Darchula. Au recensement de 2011, la ville comptait 4 175 habitants.